# Maria Mączyńska
Maria Mączyńska, född 22 maj 1932, är en polsk bågskytt. Hon deltog vid olympiska sommarspelen 1972.